# George Buta
Pour les articles homonymes, voir Buta (homonymie).
George Buta est un biathlète roumain, né le 4 mai 1993 à Brașov. 

## Biographie
À l'origine, il est fondeur et participe à des compétitions de la FIS à partir de 2010. Il effectue une transition vers le biathlon en 2012.
Buta connaît sa première sélection internationale aux Championnats d'Europe junior 2012.
Il fait ses débuts en Coupe du monde en fin d'année 2014 à Hochfilzen individuellement.
Il obtient son premier résultat dans les points en Coupe du monde (top 40) en ouverture de la saison 2015-2016 ; il y est 33e d'un individuel à Östersund.
Aux Jeux olympiques d'hiver de 2018, il est 37e de l'individuel et 14e du relais.
En 2020, à Antholz lors des Championnats du monde 2020, il prend la 32e place de l'individuel, améliorant d'une place son meilleur résultat dans l'élite jusque là.

## Palmarès

### Jeux olympiques d'hiver
| Épreuve / Édition                | Individuel | Sprint | Poursuite | Départ en masse | Relais | Relais mixte |
| Jeux olympiques 2018 Pyeongchang | 37e        | -      | -         | -               | 14e    | -            |

Légende :
- - : Non disputée par Buta

### Championnats du monde
| Édition / Épreuve       | Individuel | Sprint | Poursuite | Mass start | Relais | Relais mixte | Relais mixte simple |
| ----------------------- | ---------- | ------ | --------- | ---------- | ------ | ------------ | ------------------- |
| Kontiolahti 2015        | 55e        | 61e    | —         | —          | 22e    | 20e          | —                   |
| Oslo 2016               | 57e        | 70e    | —         | —          | 18e    | 22e          | —                   |
| Hochfilzen 2017         | —          | 74e    | —         | —          | 17e    | —            | —                   |
| Östersund 2019          | 81e        | 53e    | 52e       | —          | 22e    | 26e          | —                   |
| Antholz-Anterselva 2020 | 32e        | 53e    | 53e       | —          | 23e    | 26e          | —                   |
| Pokljuka 2021           | 36e        | 60e    | 39e       | —          | 14e    | 25e          | 20e                 |
| Oberhof 2023            | 23e        | 38e    | 33e       | —          | 8e     | 20e          | 23e                 |
| Nové Město 2024         | 67e        | 71e    | —         | —          | 15e    | 23e          | —                   |
| Lenzerheide 2025        | 53e        | 72e    | —         | —          | 22e    | —            | —                   |

Légende :
- — : non disputée par Buta

### Coupe du monde
- Meilleur classement général : 86e en 2020.
- Meilleur résultat individuel : 32e.

#### Différents classements en Coupe du monde
| Année     | Classement général final | Sprint | Poursuite | Individuel | Mass start |
| 2015-2016 | 93e                      | -      | -         | 57e        | -          |
| 2017-2018 | 98e                      | -      | -         | 57e        | -          |
| 2019-2020 | 86e                      | -      | -         | 57e        | -          |